# Molophilus iyoanus
Molophilus iyoanus är en tvåvingeart som beskrevs av Alexander 1953. Molophilus iyoanus ingår i släktet Molophilus och familjen småharkrankar. Inga underarter finns listade i Catalogue of Life.